# Elisabeth Schumann
placa comemorativa
Elisabeth Schumann (13 de junho de 1888 – 23 de abril de 1952) foi uma soprano alemã, que cantou na ópera, opereta, oratório, e lieder. Ela deixou um legado substancial de gravações.

## Carreira

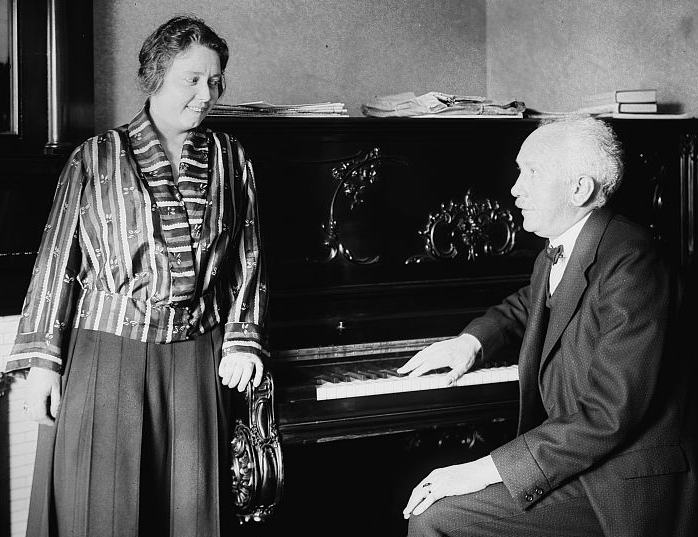
Elisabeth Schumann e Richard Strauss

Nascida em Merseburg, Schumann treinou para uma carreira de cantora em Berlim e em Dresden. Em 1909 ela fez sua estreia nos palcos em Hamburgo. A fase inicial da carreira iniciou-se em mais leve soubrette funções que se expandiram para a maioria das funções de lírica, algumas funções de coloratura, e até mesmo algumas funções de dramática. Ela permaneceu na Ópera de Hamburgo, até 1919, também cantou durante a temporada de 1914/15 do Metropolitan Opera, de Nova Iorque. De 1919 a 1938, ela era uma estrela da Ópera Estatal de Viena. Seu mais famoso papel foi o de Sophie em Richard Strauss's Der Rosenkavalier; mas ela também se destacou em Mozart, tendo as funções de Pamina, em Die Zauberflöte, Zerlina, em Don Giovanni, Blonde em Die Entführung aus dem Serail e Susanna em Le nozze di Figaro.
A partir de 1920 até 1938O o maestro Karl Alwin foi o seu segundo marido. Em 1938, ela emigrou para Nova Iorque, onde ela viveu até à sua morte, em 23 de abril de 1952. Durante a II Guerra Mundial, ela deu recitais, mas principalmente, ensinou a cantar, em particular e no Curtis Institute of Music , na Filadélfia. Após a guerra, ela deu vários recitais na Europa, tornando particularmente um retorno bem sucedido na Inglaterra.
Ela era artista muito amada, admirada por sua vivacidade, elegância e beleza. Ela estava intimamente ligado com Richard Strauss, Otto Klemperer, Lotte Lehmann, Bruno Walter, Wilhelm Furtwängler, e outros dos principais músicos da primeira metade do século XX.

## Honra
- Membro honorário da Ópera Estatal de Viena e a primeira mulher Membro Honorário da Filarmônica de Viena.[1]

## Funções de ópera
Em uma carreira de 28 anos, Schumann cantou 91 funções. Seu primeiro papel foi o Menino Pastor em Tannhäuser em 2 de setembro de 1909, em Hamburgo; em 1 de novembro de 1937, sua última função foi a Primeira Flor de dama em Parsifal , em Viena.

## Biografia
- Elisabeth Schumann: uma Biografia (o seu filho) Gerd Puritz, editado e traduzido por sua neta, a Alegria Puritz, publicado em 1993 por André Deutsch, Londres, ISBN 0-233-98794-0 (esgotado); revista de bolso edição publicada em 1996 pela Concessão e Cutler Ltd, Londres, ISBN 9780729303941

## Gravações
- Great Voices of the Century sing Exotica, SCSH 005[3]
- "Elisabeth Schumann: Silver thread of song", EMI Classics, 2011, digitally-remastered 6-CD set, 5099991848024.